# Androsace jacquemontii
Androsace jacquemontii är en viveväxtart som beskrevs av Jean Étienne Duby. Androsace jacquemontii ingår i släktet grusvivor, och familjen viveväxter. Utöver nominatformen finns också underarten A. j. villosissima.